# 라덴치

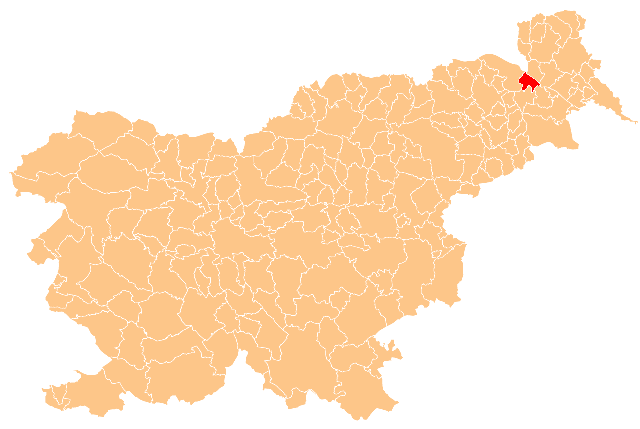
라덴치의 위치

라덴치(슬로베니아어: Radenci, 독일어: Bad Radein 바트라다인[*])는 슬로베니아의 도시로 면적은 34.1km2, 높이는 208m, 인구는 5,265명(2002년 기준), 인구 밀도는 154.4명/km2이다.